# UCI Asia Tour 2024
UCI Asia Tour 2024 – 20. edycja cyklu wyścigów kolarskich UCI Asia Tour.
W kalendarzu 20. edycji cyklu Asia Tour znalazło się 7 wyścigów rozgrywanych między 5 listopada 2023 a 13 października 2024.

## Kalendarz
Opracowano na podstawie:
| UCI Asia Tour 2024          | UCI Asia Tour 2024           | UCI Asia Tour 2024                          | UCI Asia Tour 2024 | UCI Asia Tour 2024                     | UCI Asia Tour 2024                                         | UCI Asia Tour 2024                        | UCI Asia Tour 2024 |
| Data                        | Państwo                      | Wyścig                                      | Kat.               | Zwycięzca                              | Drugie miejsce                                             | Trzecie miejsce                           |                    |
| --------------------------- | ---------------------------- | ------------------------------------------- | ------------------ | -------------------------------------- | ---------------------------------------------------------- | ----------------------------------------- | ------------------ |
| 5 lis                       | Japonia                      | Karst International Road Race               | 1.2                | Benjamín Prades (JCLTeam Ukyo)         | Benjamin Dyball (Victoire Hiroshima)                       | Thomas Lebas (Kinan Racing Team)          |                    |
| 26 – 31 stycznia 2024       | Zjednoczone Emiraty Arabskie | Tour of Sharjah                             | 2.2                | Gal Glivar (UAE Team Emirates Gen Z)   | Miguel Heidemann (Felt Felbermayr)                         | Anatolij Budiak (Terengganu Cycling Team) |                    |
| 30 stycznia – 3 lutego 2024 | Arabia Saudyjska             | AlUla Tour                                  | 2.1                | Simon Yates (Team Jayco AlUla)         | William Junior Lecerf (Soudal Quick-Step)                  | Finn Fisher-Black (UAE Team Emirates)     |                    |
| 9 lut                       | Oman                         | Muscat Classic                              | 1.1                | Finn Fisher-Black (UAE Team Emirates)  | Luke Lamperti (Soudal Quick-Step)                          | Amaury Capiot (Arkéa-B&B Hotels)          |                    |
| 10 – 14 marca 2024          | Republika Chińska            | Tour de Taiwan                              | 2.1                | Joseph Blackmore (Israel-Premier Tech) | Yūma Koishi (JCLTeam Ukyo)                                 | Carter Bettles (Roojai Insurance)         |                    |
| 1 – 6 kwietnia 2024         | Tajlandia                    | Tour of Thailand                            | 2.1                | Adne van Engelen (Roojai Insurance)    | Thanakhan Chaiyasombat (Thailand Continental Cycling Team) | Anatolij Budiak (Terengganu Cycling Team) |                    |
| 13 paź                      | Hongkong                     | Sun Hung Kai Properties Hong Kong Challenge | 1.1                | odwołany                               |                                                            |                                           |                    |